# 최상용 (1938년)
최상용(崔相容, 1938년 2월 2일  ~  )은 대한민국의 국회의원이다.

## 학력
- 영천 금호초등학교
- 영천 금호중학교
- 부산 건국고등학교
- 동아대학교 정치학과 졸업
- 동국대학교 행정대학원
- 고려대학교 노동대학원 고위과정 수료
- 고려대학교 정책대학원 고위과정 수료
- 연세대학교 언론홍보대학원 고위과정 수료

## 경력
- 한국노동조합총연맹 상임부위원장
- 노사정위원회 제1기 위원
- 한국산업인력공단 이사장
- 국제 기능올림픽 한국위원회 회장

## 역대 선거 결과
|  | 38.5% |

|  | 23.68% |

|  | 28.39% |

## 참고 자료
최상용 - 대한민국헌정회